# 1984年夏季残疾人奥林匹克运动会法国代表团
1984年夏季残疾人奥林匹克运动会法国代表团是法国派出的1984年夏季残疾人奥林匹克运动会代表团。获得71枚金牌、69枚银牌和46枚铜牌。